# Ірма Лосано
Сусана Ірма Лосано Гонсалес (ісп. Susana Irma Lozano González; 24 серпня 1943, Монтеррей, Нуево-Леон — 21 жовтня 2013, Мехіко) — мексиканська акторка театру, кіно та телебачення.

## Життєпис
Народилась 24 серпня 1943 року у місті Монтеррей, штат Нуево-Леон, в родині Раміро Лосано і Сусани Гонсалес, де окрім неї були ще дочка Крістіна та син Раміро. У підлітковому віці отримала стипендію на навчання у театральній школі Національного інституту витончених мистецтв та літератури (INBAL). 1963 року дебютувала на театральній сцені у постановці «Синій місяць» за п'єсою Ф. Г'ю Герберта, де зіграла спільно з Маурісіо Гарсесом. Того ж року почала зніматися на телебаченні, з'явившись у невеликих ролях в теленовелах «Гріхи батьків» та «Егоїстичні матері» виробництва Televisa. 1966 року дебютувала в кіно, зігравши одну з другорядних ролей у фантастично-комедійному фільмі «Планета гігантів» Альфредо Кревенни.
1970 року за роль в антирасистській драмі «Білі троянди для моєї чорної сестри» Абеля Салазара отримала від Мексиканської асоціації кіножурналістів премію Срібна богиня як найкраща акторка другого плану. 1971 року виконала роль Луїси у фільмі «Єсенія» А. Кревенни, де зіграла спільно з Жаклін Андере і Хорхе Лаватом (роком раніше виконала цю ж роль в однойменній теленовелі). Стрічка зазнала міжнародного успіху і стала абсолютним рекордсменом річного прокату за всю історію СРСР.
1984 року за головну роль у теленовелі «Чуже кохання» номінувалася на премію TVyNovelas як найкраща акторка. 1986 року номінувалася на цю ж премію за найкращу роль у виконанні заслуженої акторки — за роль у детективному серіалі «Прожити ще трохи». Її повна фільмографія налічує понад 80 ролей у фільмах та серіалах, в тому числі роботи у теленовелах «Рубі» (1968), «У кохання жіноче обличчя» (1971—1973), «Дика роза» (1987—1988), «Марісоль» (1996), «Чисте кохання» (2007) та інших. Також 1986 року виступила другим режисером-постановником теленовели «Гора страждання» з Едіт Гонсалес і Артуро Пеніче у головних ролях, а 1989 року постановником діалогів у теленовелі «Моя друга мама», де також виконала одну з другорядних ролей. 
Ірма Лосано померла 21 жовтня 2013 року у Мехіко в 70-річному віці від раку ротової порожнини.

## Особисте життя
У 1967—1975 роках Ірма Лосано перебувала у шлюбі з актором Хосе Алонсо. 9 березня 1970 року у пари народилася дочка Марія Ребека, яка також стала акторкою. Шлюб завершився розлученням. 1979 року другим чоловіком акторки став Омар Гонсалес. У цьому шлюбі народився син Рафаель Омар, який теж став актором (найбільш відомий за роллю Хорхе дель Сальто у дитячій теленовелі «Карусель»).

## Вибрана фільмографія
| Рік       |   | Українська назва                    | Оригінальна назва                   | Роль                            |
| --------- | - | ----------------------------------- | ----------------------------------- | ------------------------------- |
| 1963      | с | Гріхи батьків                       | La culpa de los padres              | -                               |
| 1963      | с | Егоїстичні матері                   | Madres egoistas                     | -                               |
| 1966      | ф | Планета гігантів                    | Gigantes planetarios                | Аніс                            |
| 1966      | ф | Право на народження                 | El derecho de nacer                 | Аніта                           |
| 1966      | с | Марія Ісабель                       | María Isabel                        | Роза Ісела / Грасіела           |
| 1966—1967 | с | Право на народження                 | El Derecho de Nacer                 | Аніта                           |
| 1967      | с | Аніта де Монтемар                   | Anita de Montemar                   | Алісія Міранда де Монтемар      |
| 1967      | ф | Дон Жуан 67                         | Don Juan 67                         | Делія                           |
| 1968      | ф | Марія Ісабель                       | María Isabel                        | Грасіела Перейра                |
| 1968      | ф | Сексуальний агент 00                | Agente 00 Sexy                      | Глорія                          |
| 1968      | с | Рубі                                | Rubí                                | Марібель Дюбуа                  |
| 1968      | ф | День весілля                        | El día de la boda                   | Марта                           |
| 1968      | с | Молодість — божественний скарб      | Juventud divino tesoro              | Тітіна                          |
| 1967      | с | Колір твоєї шкіри                   | Un color para tu piel               | Вірхінія                        |
| 1969      | ф | Розпечений до червоного             | Al rojo vivo                        | Анхела Еліас                    |
| 1970      | с | Єсенія                              | Yesenia                             | Луїса                           |
| 1970      | ф | Білі троянди для моєї чорної сестри | Rosas blancas para mi hermana negra | Алісія                          |
| 1970      | ф | Хрест кохання                       | Cruz de amor                        | Марісоль                        |
| 1970—1971 | с | Кішка                               | La gata                             | Вікі Суарес                     |
| 1971      | ф | Єсенія                              | Yesenia                             | Луїса                           |
| 1971—1973 | с | У кохання жіноче обличчя            | El amor tiene cara de mujer         | Матильда Суарес                 |
| 1972      | с | Карета                              | El carruaje                         | Ракель                          |
| 1972      | ф | Пас                                 | El medio pelo                       | Авроріта Перес Гарсія           |
| 1974—1977 | с | Світ іграшки                        | Mundo de juguete                    | сестра Росаріо                  |
| 1975      | ф | Пролита кров                        | Sangre derramada                    | Діана                           |
| 1979      | ф | Дівчинка з блакитним наплічником    | La niña de la mochila azul          | вчителька                       |
| 1981      | ф | Неможливе пограбування              | Al rojo vivo                        | Анхела Еліас                    |
| 1983—1984 | с | Чуже кохання                        | El amor ajeno                       | Дебора де ла Серна              |
| 1985—1986 | с | Прожити ще трохи                    | Vivir un poco                       | Роса Маріса Обрегон             |
| 1986      | с | Бідна юність                        | Pobre Juventud                      | Хосефіна                        |
| 1987—1988 | с | Дика роза                           | Rosa salvaje                        | Полетт Монтеро де Мендісабаль   |
| 1989      | с | Моя друга мама                      | Mi segunda madre                    | Марія                           |
| 1990      | с | Балада про кохання                  | Balada por un Amor                  | Леонора Меркадер                |
| 1990—1991 | с | Нічиє кохання                       | Amor de nadie                       | Бетті                           |
| 1996      | с | Марісоль                            | Marisol                             | Софія Гарсес дель Вальє         |
| 1996—2005 | с | Жінка, випадки з реального життя    | Mujer, casos de la vida real        | різні персонажі                 |
| 1999      | с | Хлопчик, який прийшов з моря        | El niño que vinodel amar            | Пілар Серрано                   |
| 2000      | с | Личко ангела                        | Carita de angel                     | Альтаграсія Рівера              |
| 2001      | с | Зловмисниця                         | La intrusa                          | Лаура Ріваденейра               |
| 2004      | с | Місія порятунку                     | Mision S.O.S.                       | Клеменсія Мартінес              |
| 2006      | с | Прихована правда                    | La verdad oculta                    | Дора Рамірес                    |
| 2007      | с | Чисте кохання                       | Destilando amor                     | Констанца Сантос де Монтальво   |
| 2008      | с | Слово жінки                         | Palabra de mujer                    | Карлота Альварес Хунко Рікельме |
| 2008—2010 | с | Роза Гвадалупе                      | La Rosa de Guadalupe                | Еванхеліна / Каріто             |
| 2009      | с | Удар в серце                        | Un gancho al corazón                | Тереса Гарсія                   |
| 2010      | с | Жінки-вбивці                        | Mujeres asesinas                    | Мерседес                        |
| 2011      | с | Як то кажуть                        | Como dice el dicho                  | Адела                           |

## Нагороди та номінації
Срібна богиня
- 1971 — Найкраща акторка другого плану (Білі троянди для моєї чорної сестри).

TVyNovelas Awards
- 1984 — Номінація на найкращу акторку (Чуже кохання).
- 1986 — Номінація на найкращу роль у виконанні заслуженої акторки (Прожити ще трохи).